# Mundian To Bach Ke
Mundian To Bach Ke (Panjabi: ਮੁੰਡਿਆਂ ਤੋਂ ਬੱਚ ਕੇ, IPA: [mʊɳɖɪãː tõː bətːʃ keː]), auch Beware of the Boys (Mundian To Bach Ke) oder Beware genannt, ist ein Bhangra-Song des britischen Musikers Panjabi MC, mit Gesang und Text des Punjabi-Künstlers Labh Janjua. Der Song wurde ursprünglich 1998 veröffentlicht und wurde von Panjabi MC in Birmingham, England, für das Album Legalised produziert. Nach seiner Wiederveröffentlichung als Single im Jahr 2002 erzielte er weltweite Charterfolge. Ein Remix mit dem US-amerikanischen Rapper Jay-Z erreichte ebenfalls die Charts.

## Text und Musik
Zusätzlich zu den Merkmalen der Bhangra-Musik verwendet Mundian To Bach Ke auch die Basslinie und einen Teil des Beats aus Fire It Up (1998) von Busta Rhymes, der wiederum auf einem Sample aus dem Fernseh-Titelsong für Knight Rider, geschrieben von Glen A. Larson und Stu Phillips, als zugrunde liegendes Element und dem ursprünglich von Channi Singh geschriebenen Text basiert. Der Text des Liedes ist in Panjabi. Das Video zu diesem Song wurde in den Straßen von Kuala Lumpur, Malaysia, gedreht.

## Preise
2003 wurde Mundian To Bach Ke mit einem Dance Music Award in der Kategorie „Erfolgreichster Dance Hit“ ausgezeichnet.

## Kommerzieller Erfolg

### Chartplatzierungen
Mundian To Bach Ke erreichte in Deutschland Rang zwei der Singlecharts und musste sich lediglich Der Steuersong (Las Kanzlern) von der Gerd-Show geschlagen geben. Die Single wurde neben Jogi zum ersten von zwei Charthits für Panjabi MC in Deutschland, der einzige in den Top 10. Mundian To Bach Ke platzierte sich neun Wochen in den Top 10 sowie 17 Wochen in den Top 100 in Deutschland. 2003 belegte Mundian To Bach Ke Rang 35 der deutschen Single-Jahrescharts. In Österreich erreichte die Single ebenfalls Rang zwei, in der Schweiz Rang vier, im Vereinigten Königreich Rang fünf. In den US-amerikanischen Billboard Hot 100 erreichte die Version mit Jay-Z Rang 33 der Charts. Darüber hinaus erreichte Mundian To Bach Ke die Chartspitze in Belgien-Wallonien, Griechenland, Italien und Ungarn.
| ChartsChartplatzierungen       | Höchstplatzierung | Wochen |
| ------------------------------ | ----------------- | ------ |
| Deutschland (GfK)              | 2 (17 Wo.)        | 17     |
| Österreich (Ö3)                | 2 (23 Wo.)        | 23     |
| Schweiz (IFPI)                 | 4 (28 Wo.)        | 28     |
| Vereinigte Staaten (Billboard) | 33 (12 Wo.)       | 12     |
| Vereinigtes Königreich (OCC)   | 5 (17 Wo.)        | 17     |

| ChartsJahrescharts (2003)    | Platzierung |
| ---------------------------- | ----------- |
| Deutschland (GfK)            | 35          |
| Österreich (Ö3)              | 20          |
| Schweiz (IFPI)               | 33          |
| Vereinigtes Königreich (OCC) | 73          |

### Auszeichnungen für Musikverkäufe
Mundian To Bach Ke erhielt unter anderem eine Platin-Schallplatte für mehr als 600.000 verkaufte Einheiten in Deutschland. Europaweit erhielt die Single einmal Silber und drei Mal Gold und einmal Platin für über 850.000 verkaufte Exemplare. Die Washington Post schätzte, dass möglicherweise zehn Millionen Einheiten weltweit verkauft wurden. Da jedoch viele dieser Kopien möglicherweise Raubkopien waren, ist eine genaue Zahl nicht bekannt.
| Land/Region                  | Auszeichnungen für Musikverkäufe (Land/Region, Auszeichnung, Verkäufe) | Verkäufe |
| ---------------------------- | ---------------------------------------------------------------------- | -------- |
| Belgien (BRMA)               | Gold                                                                   | 25.000   |
| Deutschland (BVMI)           | Platin                                                                 | 600.000  |
| Griechenland (IFPI)          | Gold                                                                   | 7.500    |
| Schweiz (IFPI)               | Gold                                                                   | 20.000   |
| Vereinigtes Königreich (BPI) | Silber                                                                 | 200.000  |
| Insgesamt                    | 1× Silber · 3× Gold · 1× Platin ·                                      | 852.500  |